# Eduardo Pimentel
Pour les articles homonymes, voir Pimentel (homonymie).
Eduardo Pimentel, né le 18 mai 1961 à Bogota (Colombie), est un footballeur colombien, qui évoluait au poste de milieu de terrain au Millonarios et à l'América Cali ainsi qu'en équipe de Colombie.
Pimentel ne marque aucun but lors de ses sept sélections avec l'équipe de Colombie en 1991. Il participe à la Copa América en 1991 avec la Colombie.

## Carrière
- 1982-1987 :  América Cali
- 1987-1989 :  Millonarios
- 1989-1992 :  América Cali[1]

## Palmarès

### En équipe nationale
- 7 sélections et 0 but avec l'équipe de Colombie en 1991
- Quatrième de la Copa América 1991

### Avec l'America Cali
- Vainqueur du Championnat de Colombie en 1982, 1983, 1984, 1985, 1986, 1990 et 1992
- Finaliste de la Copa Libertadores en 1985, 1986 et 1987

### Avec Millonarios
- Vainqueur du Championnat de Colombie en 1987 et 1988